# Condado de Victoria (Nuevo Brunswick)
El condado de Victoria (en inglés: Victoria County, en francés: Comté de Victoria) es un condado canadiense ubicado al noroeste de la provincia de Nuevo Brunswick. La agricultura, especialmente dedicada a la papa, es la principal industria en el condado.

## Divisiones censales

### Comunidades
Hay cinco municipios incorporados en el condado de Victoria (enumerados por conteo del censo de población de 2011 y clasificaciones censales nacionales):
| Nombre oficial          | Estatus | Superficie km² | Población | Clasificación censal |
| ----------------------- | ------- | -------------- | --------- | -------------------- |
| Grand Falls/Grand-Sault | Pueblo  | 18.06          | 5,706     | 636 de 5,008         |
| Perth-Andover           | Aldea   | 8.89           | 1,778     | 1,442 de 5,008       |
| Plaster Rock            | Aldea   | 3.09           | 1,135     | 1,936 de 5,008       |
| Drummond                | Aldea   | 8.91           | 775       | 2,418 de 5,008       |
| Aroostook               | Aldea   | 2.24           | 351       | 3,460 de 5,008       |

### Primeras Naciones
Hay una reserva de las Primeras Naciones en el condado de Victoria (enumerados por conteo del censo de población de 2011 y clasificaciones censales nacionales):
| Nombre oficial | Estatus | Superficie km² | Población | Clasificación censal |
| -------------- | ------- | -------------- | --------- | -------------------- |
| Tobique 20     | Reserva | 24.94          | 1,039     | 2,028 de 5,008       |

## Demografía
| Censo | Población | Cambio (%) |
| ----- | --------- | ---------- |
| 2011  | 19,921    | 2.0%       |
| 2006  | 20,319    | 4.0%       |
| 2001  | 21,172    | 3.5%       |
| 1996  | 21,929    | 5.5%       |
| 1991  | 20,786    | N/A        |

| Idioma               | Población | Pct (%) |
| -------------------- | --------- | ------- |
| Inglés solamente     | 10,740    | 54.59%  |
| Francés solamente    | 8,405     | 42.72%  |
| Idiomas no oficiales | 295       | 1.50%   |
| Respuestas múltiples | 230       | 1.17%   |

| Raza      | Población | Pct (%) |
| --------- | --------- | ------- |
| Blancos   | 19,915    | 99.20%  |
| Asiáticos | 70        | 0.35%   |
| Negros    | 55        | 0.27%   |
| Otros     | 20        | 0.10%   |

| Religión                      | Población | Pct (%) |
| ----------------------------- | --------- | ------- |
| Católicos                     | 12,695    | 60.70%  |
| Protestantes                  | 6,170     | 29.50%  |
| Otras afiliaciones cristianas | 190       | 0.91%   |
| Otras religiones              | 60        | 0.29%   |
| Sin afiliación religiosa      | 1,800     | 8.61%   |